# Karl Giese

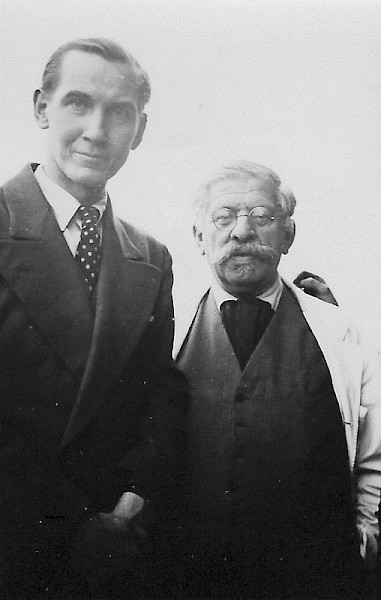
Karl Giese (links) und Magnus Hirschfeld, Foto aus dem Archiv der Magnus-Hirschfeld-Gesellschaft

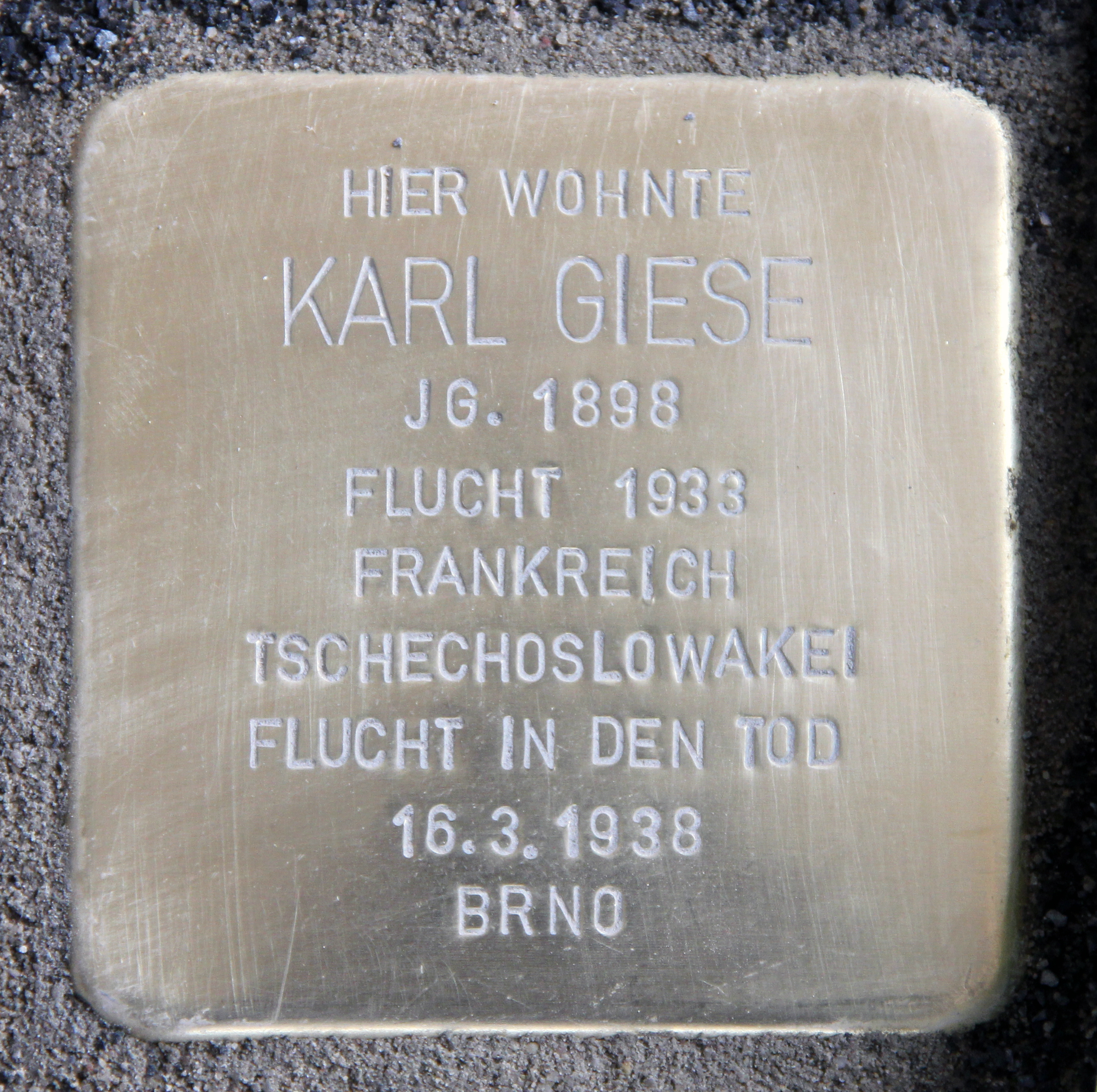
Stolperstein, John-Foster-Dulles-Allee 10, in Berlin-Tiergarten

Karl Giese (18. Oktober 1898 in Berlin – 16. März 1938 in Brünn) war ein deutscher Archivar und Museumskurator. Er war Lebenspartner von Magnus Hirschfeld.

## Leben und Werk
Karl Giese entstammte einer Weddinger Arbeiterfamilie und war Student, als er – etwa 1918 – nach einem Vortrag in München Magnus Hirschfeld kennenlernte. Hirschfeld soll damals durch „völkische Rowdys“ schwer verletzt worden und Giese ihm zur Hilfe gekommen sein. Giese wird als Darsteller im 1919er Film Anders als die Andern genannt, unter dem Namen Paul Körner in einer Rolle als Schüler. Er wurde später ein Mitarbeiter und schließlich Geliebter Hirschfelds. Er übernahm die Leitung des Archivs des Instituts für Sexualwissenschaft in Berlin. Hirschfeld beschrieb die Beziehung als „körperlich seelische Verbindung“. Im Salon Hirschfelds bestanden enge freundschaftliche Beziehungen Gieses zum Archäologen Francis Turville-Petre und zum Schriftsteller Christopher Isherwood. Er hielt auch Vorträge, gestaltete Ausstellungen und verfasste Artikel.
Giese war an Theater und Schauspielerei interessiert und war selber Teil einer Theatergruppe („Theater der Eigenen“).
1932, als Magnus Hirschfeld von seiner Weltreise nicht mehr nach Deutschland zurückkehrte, fuhr ihm Giese entgegen. Er musste erkennen, dass Hirschfeld in dem 23-jährigen Medizinstudenten Li Shiu Tong einen weiteren Partner gefunden hatte. Im französischen Exil führten die drei daraufhin eine ménage à trois.

## Nach der Machtübergabe an die Nationalsozialisten
Nachdem Bücher des Instituts für Sexualwissenschaft der Bücherverbrennung zum Opfer gefallen waren, hielt sich Giese 1933 einige Monate im tschechoslowakischen Brünn (Brno) auf und versuchte dort noch Exemplare aus dem alten Institutsbestand zu erwerben. Er nahm hier auch Kontakt zur Zeitschrift Nový Hlas: list pro sexuální reformu (Neue Stimme: Zeitschrift für Sexualreform) auf. In dieser Zeitschrift erschienen schließlich Beiträge von Hirschfeld und Giese auf Tschechisch.
Nach einer „Badeanstaltsaffäre“ im Oktober 1934 in Paris wurde Giese aufgefordert, Frankreich zu verlassen. Er ging nach Wien und lebte dort für ein Jahr. Nach dem Tod Hirschfelds im Jahr 1935 gelang es ihm, zur Beerdigung nochmals nach Nizza zu gelangen. Zwei Monate vor seinem Tod hatte Hirschfeld seine beiden Liebhaber, Li Shiu Tong und Karl Giese, als seine alleinigen Erben eingesetzt. Dies war jedoch mit der Auflage verbunden, ihren Erbteil nicht zum persönlichen Gebrauch, sondern für die Zwecke der Sexualwissenschaft zu verwenden. Dabei wurden Karl Giese die Bibliothek und diejenigen Gegenstände zugesprochen, die aus dem Institut „mit seiner Hilfe aus Deutschland gerettet“ worden waren. Es gelang ihm aber nicht, den materiellen Teil des Erbes zu realisieren. 1936 zog Giese nach Brünn und lebte einige Monate mit dem Rechtsanwalt Karel Fein (1894–1942) zusammen, zog dann aber in eine eigene Wohnung. Bekannt ist, dass er um diese Zeit noch mit den beiden trans* Pionierinnen, der Schauspielerin Charlotte Charlaque und der Malerin Toni Ebel, die er aus Berlin kannte und die ähnlich wie Giese nach 1933 in die Tschechoslowakei geflüchtet waren, in Kontakt stand.
Karl Giese nahm sich in Brünn im März 1938 nach dem Anschluss Österreichs das Leben. Sein Erbe Karel Fein wurde 1942 vom NS-Regime deportiert und ermordet. Seitdem sind sein Besitz und auch das materielle Erbe Magnus Hirschfelds verschollen.

## Gedenken
Rosa von Praunheim würdigt Karl Giese in seinem Filmdrama Der Einstein des Sex (1999).
Am 9. Februar 2016 wurde vor Gieses ehemaligem Wohnort, dem Sitz des Instituts für Sexualwissenschaft in Berlin-Tiergarten, heute John-Foster-Dulles-Allee 10, ein Stolperstein mit seinen Lebensdaten verlegt.

## Zitat
„Dieser engagierte, ernsthafte, intelligente Veteran im Kampf um die sexuelle Freiheit (besaß) eine außergewöhnliche Unschuld‘, erinnert sich Isherwood, Christopher sah in ihm den derben Bauernjungen mit dem Herzen eines Mädchens, der sich vor langer Zeit in Hirschfeld, seine Vaterfigur, verliebt hatte. Er nannte ihn ja auch seinen „Papa“.“

## Publikationen
- Vražděni homosexuelních. In: Nový hlas – list pro sexuální reformu. 1934 (1), S. 9–10; auf Deutsch als: Die Homosexuellenmorde. In: Capri. Zeitschrift für schwule Geschichte. Nr. 49 (September 2015), S. 33–35.